# Tetjana Lazarenko
Tetjana Serhijivna Lazarenko (Oekraïens: Тетяна Сергіївна Лазаренко) (Zaporizja, 18 augustus 2003) is een Oekraïense beachvolleybalspeler. Met Maryna Hladoen werd ze in 2025 Europees kampioen.

## Carrière
Lazarenko vormde van 2019 tot en met 2022 een team met Anhelina Chmil. In 2019 namen ze deel aan de EK onder 20 in Göteborg en debuteerden ze in Tel Aviv in de FIVB World Tour. Het jaar daarop werden ze in Izmir Europees kampioen onder de 18. In 2021 kwamen ze bij vijf 1-ster-toernooien in de mondiale competitie tot een overwinning (Sofia) en drie derde plaatsen (Boedapest, Koropove en Madrid). Bij de EK onder 22 in Baden wonnen ze brons en bij de EK onder 20 eindigden ze als vijfde. In Phuket wonnen Lazarenko en Chmil de wereldtitel onder de 21 en brons bij de WK onder 19. In 2022 namen ze deel aan vijf Future-toernooien in de Beach Pro Tour met een eerste plaats in Warschau en een tweede plaats in Białystok als resultaat. Bij de EK onder 20 in Izmir wonnen ze goud en bij de EK onder 22 in Vlissingen en Bilthoven brons. Met Jevhenija Bajeva deed Lazarenko mee aan de Europese kampioenschappen in München. Na twee nederlagen strandden ze in de groepsfase.
Het seizoen daarop begon ze aan de zijde van Diana Loenina met wie ze het Future-toernooi van Spiez won en als tweede bij het Future-toernooi van Madrid eindigde. Sinds augustus 2023 vormt Lazarenko een team met Maryna Hladoen. Het duo deed dat jaar nog mee aan vier toernooien in de Beach Pro Tour en won het Future-toernooi van Warschau. Het seizoen daarop namen ze deel aan zeven toernooien in de internationale competitie. Ze wonnen goud bij het Challenge-toernooi van Chennai door het Amerikaanse tweetal Hailey Harward en Kylie DeBerg in de finale te verslaan en kwamen bij drie Future-toernooien tot drie podiumplaatsen. Bij de EK in Nederland gingen ze als groepswinnaar door naar de achtste finale waar ze werden uitgeschakeld door Katja Stam en Raïsa Schoon. In 2025 wonnen Lazarenko en Hladoen het Challenge-toernooi van Ermland-Mazurië. In Düsseldorf werd het duo Europees kampioen ten koste van het Franse tweetal Clémence Vieira en Aline Chamereau.

## Palmares
Kampioenschappen
- 2020:  EK U18
- 2021:  EK U22
- 2021:  WK U21
- 2021:  WK U19
- 2022:  EK U22
- 2022:  EK U20
- 2025:  EK

FIVB World Tour
- 2021:  1* Sofia
- 2021:  1* Boedapest
- 2021:  1* Koropove
- 2021:  1* Madrid

Beach Pro Tour
- 2022:  Białystok Future
- 2022:  Warschau Future
- 2023:  Madrid Future
- 2023:  Spiez Future
- 2023:  Warschau Future
- 2024:  Ios Future
- 2024:  Baden Future
- 2024:  Rakvere Future
- 2024:  Chennai Challenge
- 2025:  Ermland-Mazurië Challenge